# Rosyjski Instytut Naukowy
Rosyjski Instytut Naukowy (ros. Русский научный институт) – emigracyjna rosyjska instytucja naukowo-badawcza w Niemczech w I połowie lat 20. XX wieku.
W 1922 roku władze Rosji Radzieckiej wydaliły z kraju pod zarzutem niejolalności ok. 200 naukowców. 17 lutego 1923 roku część z nich utworzyła w Berlinie Rosyjski Instytut Naukowy. Byli wśród nich Nikołaj Bierdiajew, Iwan Iljin, Nikołaj Łosski, Siemion Frank, Fiodor Stiepun, Wienedikt Miakotin, Boris Wyszesławcew, Aleksandr Kizewetter, Julij Eichenwald, Wasilij Zieńkowski, Lew Karsawin, Iwan Łapszyn. Funkcję dyrektora objął Wsiewołod Jasinski. Instytut składał się z czterech wydziałów: ekonomiki, prawa, rolnictwa i kultury duchowej. Jego celem było zorganizowanie systemu szkoleń i kursów dla studentów rosyjskich i zagranicznych, a także umożliwienie uczonym rosyjskim prowadzenie pracy naukowo-badawczej. Władze niemieckie udostępniły Instytutowi pomieszczenia w Akademii Budowlanej i Niemieckim Towarzystwie do Spraw Badań nad Europą Wschodnią. Instytut działał niedługo do 1925 roku, do czego doprowadził wyjazd z Berlina części emigracyjnych uczonych i trudności finansowe.